# Vehicle Equipment Company
Vehicle Equipment Company war ein US-amerikanischer Hersteller von Kraftfahrzeugen.

## Unternehmensgeschichte
Arthur H. Havemeyer, Hector H. Havemeyer und Robert Lloyd gründeten das Unternehmen im Dezember 1900. Der Sitz war zunächst in Brooklyn, einem Stadtteil von New York City. 1901 begann die Produktion von Automobilen. Der Markenname lautete VE. Der Vertrieb lief vorläufig über John T. Rainier, bis dieser 1905 die Rainier Motor Car Company gründete. Am 5. Juli 1904 zerstörte ein Feuer das Werk.
Daraufhin zog das Unternehmen nach Long Island City. Dort wurde die Produktion ab 1905 fortgesetzt. Im März 1906 kam es zum Bankrott.
Die General Vehicle Company wurde die Nachfolgegesellschaft.

## Fahrzeuge
Im Angebot standen ausschließlich Elektroautos. Die Personenkraftwagen hatten Kardanantrieb. Sie waren als Brougham, Victoria, Hansom und Landaulet erhältlich.
Weitaus wichtiger waren die Nutzfahrzeuge. Dazu gehörten Omnibusse für Sightseeing und Lastkraftwagen.